# Mollinedia heteranthera
Mollinedia heteranthera är en tvåhjärtbladig växtart som beskrevs av Janet Russell Perkins. Mollinedia heteranthera ingår i släktet Mollinedia och familjen Monimiaceae. Inga underarter finns listade i Catalogue of Life.